# Armeniens U/16-fodboldlandshold
Armeniens U/-16 fodboldlandshold er det nationale fodboldhold i Armenien for spillere under 16 år, og landsholdet bliver administreret af Հայաստանի Ֆուտբոլի Ֆեդերացիա.